# Llista d'escriptors serbis
Aquesta pàgina presenta una llista d'escriptor serbis (Spisak srpskih književnika). L'ordre alfabètic que se segueix és el de l'alfabet llatí usual (que és diferent del de l'alfabet llatí serbi).

## A
- David Albahari (nascut en 1948)
- Mira Alečković (1924-2008) (sr:Мира Алечковић)
- Dejan Aleksić (nascut el 1972)
- Ivo Andrić (1892-1975)
- Miroslav Antić (1932-1986)
- Vladimir Arsenijević (nascut el 1965)
- Ana Atanasković (nascuda el 1973) (sr:Ана Атанасковић)

## B
- Sava Babić
- Ilija Bakić
- Matija Ban (1818-1903)
- Svetislav Basara (nascut el 1953)
- Matija Bećković (nascut el 1939)
- Radomir Belaćević
- Isidora Bjelica
- Jelena Blanuša (nascuda el 1987)
- Milutin Bojić (1892-1917)
- Radoslav Bratić (nascut el 1948)
- Dragomir Brzak
- Miodrag Bulatović (1930-1991)

## C
- Grigorije Camblak (vers 1360-1419)
- Aleksandar Černov
- Zoran Ćirić (nascut el 1962)
- Gordana Ćirjanić (nascuda el 1957)
- Branko Ćopić (1915-1984)
- Dobrica Ćosić (1921-2014)
- Brana Crnčević
- Miloš Crnjanski (1893-1977)

## D
- Danilo II (vers 1270-1337)
- Đuro Daničić (1825-1882)
- Milovan Danojlić (nascut el 1937)
- Oskar Davičo (1909-1989)
- Filip David
- Vladan Desnica
- Vladislav Petković Dis
- Zoran Đerić (nascut el 1960)
- Gojko Đogo (nascut el 1940)
- Radoje Domanović (1873-1908)
- Domentijan (mitjans del segle xiii)
- Predrag Dragić
- Rade Drainac (1899-1973)
- Vuk Drašković (nascut el 1946)
- Jovan Dučić (1871-1943)
- Zoran Đurović

## E
- Dobrica Erić (nascut el 1936)

## F
- Dragan R. Filipović

## G
- Radovan Gajić
- Aleksandar Gatalica (nascut el 1964)
- Stanislava-Taša Gavrilović
- Milovan Glišić (1847-1908)
- Jovan Grčić Milenko (1846-1875)
- Petar Grujičić

## H
- Ljiljana Habjanović-Đurović
- Enes Halilović (nascut el 1977)
- Jovan Hristić

## I
- Jakov Ignjatović (1822-1889)
- Vojislav Ilić
- Zoran Ilić
- Antonije Isaković (1923-2002)

## J
- Đura Jakšić (1832-1878)
- Svetomir Janković
- Dragan Jeremić
- Vladeta Jerotić (nascut el 1924)
- Miroslav Josić Višnjić (nascut el 1946)
- Jovan Jovanović Zmaj (1833-1904)
- Marija Jovanović
- Dragan Jovanović Danilov (nascut el 1960)
- Miomir Miki Jovanović
- Zlatan Jurić Atan

## K
- Stevan Kaćanski (1828-1890)
- Dragoš Kalajić (1943-2005)
- Miodrag Kojadinović (nascut el 1961)
- Radomir Konstantinović (1928-2011)
- Momo Kapor (1937-2010)
- Vuk Stefanović Karadžić (1787-1864)
- Vojislav Karanović
- Daliborka Kiš Juzbaša
- Danilo Kiš (1935-1989)
- Boban Knežević
- Petar Kočić (1877-1916)
- Milan Komnenić
- Vladimir Kopicl (nascut el 1949)
- Erih Koš (1913-2010)
- Laza Kostić (1841-1910)
- Dušan Kovačević (nascut el 1948)
- Siniša Kovačević (nascut el 1954)
- Tanja Kragujević (nascuda el 1946)
- Ivana Kuzmanović

## L
- Mihailo Lalić (1914-1992)
- Laza Lazarević (1851-1891)
- Stefan Lazarević (1377-1427)
- Vladimir Lazović
- Đorđe Lebović
- Danilo Lučić (nascut el 1984)
- Dragan Lukić (1928-2006)

## M
- Desanka Maksimović (1898-1993)
- Miroslav Maksimović (nascut el 1946)
- Mladen Markov
- Milena Marković (nascut el 1974)
- Predrag Marković
- Radovan Beli Marković
- Slavoljub Marković (nascut el 1952)
- Slobodan Marković (1928-1990)
- Simo Matavulj
- Dušan Matić (1898-1980)
- Vladan Matijević
- Dragoslav Mihailović (nascut el 1930)
- Borislav Mihajlović Mihiz
- Milan Đ. Milićević (1831-1908)
- Petar Miloradović (nascut el 1970)
- Đorđe Milosavljević (nascut el 1969)
- Peđa Milosavljević (1908-1987)
- Branko Miljković (1934-1961)
- Vladimir Mladenov
- Lukijan Mušicki (1777-1837)

## N
- Momčilo Nastasijević
- Živorad Nedeljković (nascut el 1959)
- Vladan Nedić
- Dobrilo Nenadić
- Ljubomir Nenadović (1826-1895)
- Mateja Nenadović (1777-1854)
- Danilo Nikolić
- Jovanka Nikolić (nascut el 1952)
- Rajko Petrov Nogo
- Aleksandar Novaković
- Branislav Nušić (1864-1938)

## O
- Aleksandar Obradović
- Dositej Obradović (1739-1811)
- Vida Ognjenović
- Zaharije Orfelin (1726-1785)
- Đoko Ostojić

## P
- Jovan Pačić (1771-1849)
- Milorad Pavić (1929-2009)
- Milorad Pavlović
- Miodrag Pavlović (1928-2014)
- Predrag M. Pavlović
- Slaviša Pavlović
- Živko Pavlović (1871-1938)
- Živojin Pavlović (1933-1998)
- Borislav Pekić (1930-1992)
- Maja Pelević
- Miloš Perović (1874-1918)
- Bratislav Petković (nascut el 1948)
- Radoslav Petković (nascut el 1953)
- Vladislav Petković Dis (1880-1917)
- Rajko Petrov Nogo (nascut el 1945)
- Branislav Petrović (1937-2002)
- Goran Petrović (nascut el 1961)
- Miomir Petrović
- Rastko Petrović
- Uroš Petrović
- Veljko Petrović
- Branislav Pipović
- Vasko Popa (1922-1991)
- Aleksandar Popović
- Danko Popović (nascut el 1928)
- Jovan Popović (1905-1952)
- Jovan Sterija Popović (1806-1856)

## R
- Branko Radičević (1824-1853)
- Saša Radojčić (nascut el 1963)
- Slaven Radovanović
- Radoje Radosavljević
- Borislav Radović (nascut el 1935)
- Dušan Radović (1922-1984)
- Joran Radulovic
- Selimir Radulović (nascut el 1953)
- Stevan Raičković (1928-2007)
- Jovan Rajić (1726-1801)
- Milan Rakić (1876-1958)
- Slobodan Rakitić
- Ana Ristović
- Ljubivoje Ršumović

## S
- Uglješa Šajtinac
- Aleksa Šantić
- Saint Sava (1175-1235)
- Milisav Savić (nascut el 1945)
- Predrag Savić
- Branimir Šćepanović (né en 1937)
- Aleksandar Sekulić
- Dara Sekulić
- Isidora Sekulić (1877-1958)
- Slobodan Selenić (1933-1995)
- Meša Selimović (1910-1982)
- Ljubomir Simović (nascut el 1935)
- Biljana Srbljanović (nascuda el 1970)
- Stevan Sremac (1855-1906)
- Vasa Stajić (1878-1947)
- Vlastimir Stanisavljević (nascut el 1941)
- Radivoj Stanivuk (nascut el 1960)
- Borisav Stanković (1876-1927)
- Mirjana Stefanović (nascut el 1939)
- Vidosav Stevanović (nascut el 1942)
- Zoran Stefanović (nascut el 1969)
- Milica Stojadinović-Srpkinja (1828-1878)
- Dejan Stojanović (nascut el 1959)
- Radosav Stojanović (nascut el 1950)
- Atanasije Stojković (1773-1832)
- Dušan Stošić

## T
- Vladimir Tasić
- Teodosi de Khilandar (1246-1328)
- Srđan V. Tešin
- Milosav Tešić (nascut el 1947)
- Aleksandar Tišma (1924-2003)
- Miroljub Todorović
- Jaša Tomić (1856-1922)
- Kosta Trifković (1843-1875)
- Duško Trifunović

## U
- Pavle Ugrinov (1926-2007)
- Milutin Uskoković (1884-1915)

## V
- Dragan Velikić (nascut el 1953)
- Svetlana Velmar-Janković (1933-2014)
- Janko Veselinović (1862-1905)
- Sonja Veselinović (nascut el 1981)
- Filip Višnjić (1767-1834)
- Mihály Vitkovics (1778-1829)
- Ivo Vojnović (1857-1929)
- Duška Vrhovac
- Milenko Vučetić
- Aleksandar Vučo (1897-1985)
- Prvoslav Vujčić (nascut el 1960)
- Joakim Vujić (1772-1847)
- Miro Vuksanović (nascut el 1944)

## Z
- Anđelko Zablaćanski
- Rastko Zakić
- Zoran Živković (nascut el 1948)
- Jovan Zivlak (nascut el 1947)
- Pero Zubac